# 樓昉
樓昉（?—?）。字暘叔，號迂齋，庆元府鄞縣（今浙江省宁波市）人，南宋学者、史学家、政治人物。

## 生平
生卒年不詳。早年從学於吕祖谦，與弟樓昞俱以文名。是樓鑰知友，楼钥称他“居有乡曲之誉，文有制诰之体，宜居馆阁”。以其學教授鄉里，從遊者數百人，著名學生有鄭清之、王撝等人。紹熙四年（1193年）陈亮榜進士及第，历官镇江通判、宗正寺主簿等。嘉定年间为太学博士，认为金人和谈均没有诚意。宝庆二年（1226年）以朝奉郎守興化軍，卒。追贈直龍圖閣。

## 代表著作
- 《崇古文訣》
- 《東漢詔令》
- 《過庭錄》
- 《古文標註》
- 《宋十朝纲目》
- 《中兴小传百篇》